# Qatar Athletic Super Grand Prix 2018
Doha Diamond League 2018 byl lehkoatletický mítink, který se konal 4. května 2018 v katarském hlavním městě Dauhá. Byl součástí série mítinků Diamantová liga.

## Výsledky

### Muži
| Disciplína            | 1. místo                 | 2. místo                 | 3. místo                  |
| Běh na 200 m          | Noah Lyles 19,93         | Jereem Richards 19,99    | Ramil Guliyev 20,11       |
| Běh na 400 m          | Steven Gardiner 43,87    | Abdalelah Haroun 44,50   | Isaac Makwala 44,92       |
| Běh na 800 m          | Emmanuel Korir 1:45,21   | Elijah Manangoi 1:45,60  | Nicholas Kipkoech 1:46,51 |
| Běh na 400 m překážek | Abderrahman Samba 47,57  | Bershawn Jackson 49,08   | Kyron McMaster 49,46      |
| Skok vysoký           | Mutaz Essa Baršim 240 cm | Majd Eddin Ghazal 233 cm | Donald Thomas 230 cm      |
| Trojskok              | Pedro Pichardo 17,95 m   | Christian Taylor 17,81 m | Alexis Copello 17,21 m    |
| Hod oštěpem           | Thomas Röhler 91,78 m    | Johannes Vetter 91,56 m  | Andreas Hofmann 90,08 m   |

### Ženy
| Disciplína            | 1. místo                             | 2. místo                   | 3. místo                            |
| Běh na 100 m          | Marie-Josée Ta Lou 10,85             | Blessing Okagbareová 10,90 | Elaine Thompsonová 10,93            |
| Běh na 1500 m         | Caster Semenyaová 3:59,92            | Nelly Jepkosgeiocá 4:00,99 | Habitam Alemuová 4:01,41            |
| Běh na 3000 m         | Caroline Chepkoech Kipkirui 8:29,05  | Agnes Jebet Tirop 8:29,09  | Hyvin Kyiengová Jepkemoiová 8:30,51 |
| Běh na 100 m překážek | Kendra Harrisonová 12,53             | Brianna McNealová 12,58    | Sharika Nelvisová 12,75             |
| Skok o tyči           | Sandi Morrisová 484 cm               | Holly Bradshawová 464 cm   | Katie Nageotteová 464 cm            |
| Hod diskem            | Sandra Perkovićová 71,38 m Rekord DL | Yaime Pérezová 66,82 m     | Denia Caballerová 63,80 m           |